# 愛民県
愛民県（あいみん-けん）は中華人民共和国吉林省にかつて存在した県。現在の双遼市北東部に相当する。
遼代に設置され、金代に廃止された。